# Cai Xiang
Pour les articles homonymes, voir Cai.
Dans ce nom, le nom de famille, Cai, précède le nom personnel Xiang.
Cai Xiang (chinois : 蔡襄 ; pinyin : Cài Xiāng ; Wade : Ts'ai Hsiang) (1012–1067) était un calligraphe, fonctionnaire érudit, ingénieur et poète chinois. Cai Xiang est considéré comme le plus grand calligraphe de la dynastie Song.

## Biographie
Le prénom social de Cai Xiang est Junmo (君谟 et son nom posthume est Zhonghui. Il est né sous le règne de Xiangfu de la dynastie Song, dans le comté de Xianyou (仙游) de la préfecture de Xinghua (兴化), dans la province moderne du Fujian.
Durant le règne de Chingli (1042-1048), Cai Xiang est officier des transports (Zhuanyunshi) dans le Fujian. En tant que préfet du Fujian, il est également chargé de la supervision de la construction du pont Wan'an à Quanzhou. À Tiansheng, en 1030, Cai Xiang réussit aux examens impériaux et obtient le grade de jinshi  進士. Son plus haut rang est Duanmingdian Xueshi (rédacteur au secrétariat de la cour de Duanming), chargé de la communication écrite du gouvernement impérial.

## Travaux de Cai Xiang
- Calligraphie : tablette de rapport du pont de Wan'an
- Poésie : travaux compilés de Cai Zhonghuei
- Essai : Annales du thé (ou notes sur le thé, 1049–1053, (zh) 茶錄 (Wikisource))
- Lettre : lettre sur papier Cheng Xin Tang

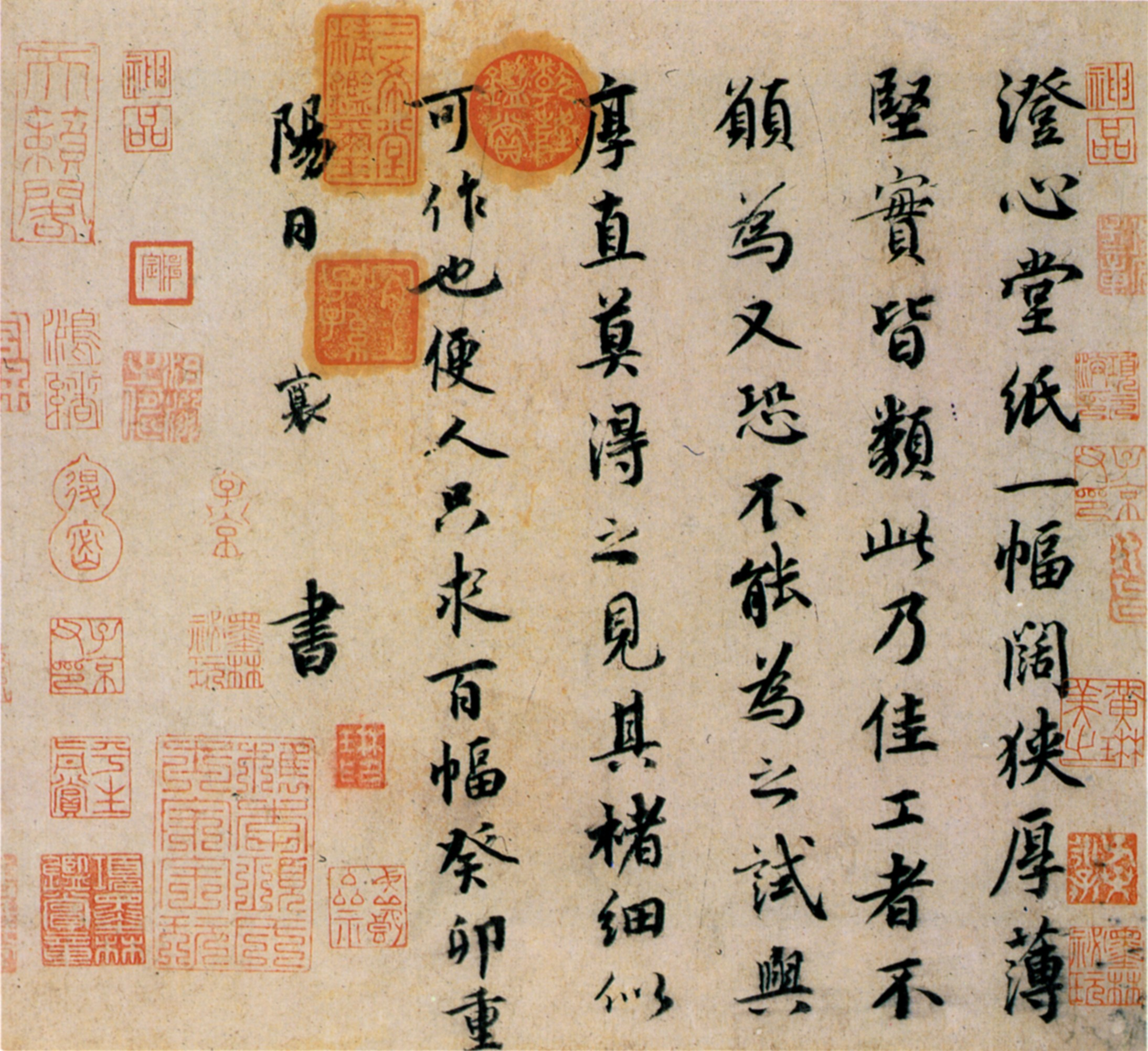
Lettre sur papier Cheng Xin Tang (求澄心堂纸尺牘), Cai Xiang, Musée national du palais, Taipei

## Source de la traduction
- (en) Cet article est partiellement ou en totalité issu de l’article de Wikipédia en anglais intitulé « Cai xiang » (voir la liste des auteurs).